# Нестор Иванов
Нестор Иванов е български учител революционер, одрински деец на Вътрешната македоно-одринска революционна организация.

## Биография
Нестор Иванов е роден в 1871 или 1873 година в Одрин в Османската империя. Основно и прогимназиално образование завършва в Одрин през 1884/1885 година, а пети клас в София през 1886 година. След това става учител за година в Чопово, за две в Димотика, а после отваря първото българско училище в Дедеагач, както и в село Габрово. През това време се бори с гъркоманията по места и срещу корумпирания одринския екзархийски архимандрит Софроний. През 1898 година е арестуван от османските власти и лежи в затвор до 1900 година, след което бяга в България.
Работи като начален учител в Пловдив. Влиза във ВМОРО и действа като задграничен представител, като организира изпращането на чети в Тракия. В 1903 година Нестор Иванов е делегат на конгреса на Петрова нива. След това подпомогнат парично от Атанас Николов издава вестник „Балкански новини“. Умира на 23 април 1911 година от туберкулоза или през 1923 година.

## Памет
Името му носи улица в Пловдив.